# British Racing Motors
British Racing Motors (bolj znano kot BRM) je bivše britansko moštvo Formule 1, ki je bilo ustanovljeno leta 1945. V Formuli 1 je nastopalo od premierne sezone 1950 do 1977, nastopili so na 197 dirkah za Veliko nagrado in zmagali 17-krat. v sezoni 1962 je BRM osvojil konstruktorski naslov, obenem pa je moštveni dirkač Graham Hill osvojil še dirkaški naslov. V sezonah 1963, 1964, 1965 in 1971 so zasedli drugo mesto v prvenstvu konstruktorjev. Po sezoni 1977 je moštvo bankrotiralo.

## Zmage
| Datum               | Dirka                            | Dirkač               |
| 31. maj 1959        | Velika nagrada Nizozemske 1959   | Jo Bonnier           |
| 20. maj 1962        | Velika nagrada Nizozemske 1962   | Graham Hill          |
| 5. avgust 1962      | Velika nagrada Nemčije 1962      | Graham Hill          |
| 20. maj 1962        | Velika nagrada Italije 1962      | Graham Hill          |
| 29. december 1962   | Velika nagrada Južne Afrike 1962 | Graham Hill          |
| 26. maj 1963        | Velika nagrada Monaka 1963       | Graham Hill          |
| 6. oktober 1963     | Velika nagrada ZDA 1963          | Graham Hill          |
| 10. maj 1964        | Velika nagrada Monaka 1964       | Graham Hill          |
| 4. oktober 1964     | Velika nagrada ZDA 1964          | Graham Hill          |
| 30. maj 1965        | Velika nagrada Monaka 1965       | Graham Hill          |
| 12. september 1965] | Velika nagrada Italije 1965      | Jackie Stewart       |
| 3. oktober 1965     | Velika nagrada ZDA 1965          | Graham Hill          |
| 22. maj 1966        | Velika nagrada Monaka 1966       | Jackie Stewart       |
| 7. junij 1970       | Velika nagrada Belgije 1970      | Pedro Rodriguez      |
| 15. avgust 1971     | Velika nagrada Avstrije 1971     | Jo Siffert           |
| 5. september 1971   | Velika nagrada Italije 1971      | Peter Gethin         |
| 14. maj 1972        | Velika nagrada Monaka 1972       | Jean-Pierre Beltoise |

## Pomembnejši dirkači
- Graham Hill (1960-1966): 69 dirk, 10 zmag
- Jackie Stewart (1965-1967): 39 dirk, 2 zmagi
- Jean-Pierre Beltoise (1972-1974): 41 dirk, 1 zmaga
- Pedro Rodriguez (1966, 1968-1971): 38 dirk, 1 zmaga
- Jo Bonnier (1958-1960): 18 dirk, 1 zmaga
- Richie Ginther (1962-1964): 30 dirk
- Peter Gethin (1971-1973): 15 dirk, 1 zmaga
- Jo Siffert (1971): 11 dirk, 1 zmaga
- Jackie Oliver (1969-1970, 1972): 24 dirk

## Popoln pregled rezultatov
- Glej Rezultati moštva British Racing Motors v Formuli 1